# Euchlanis hyphidactyla
Euchlanis hyphidactyla är en hjuldjursart som beskrevs av Parise 1963. Euchlanis hyphidactyla ingår i släktet Euchlanis och familjen Euchlanidae. Inga underarter finns listade i Catalogue of Life.